# Château de l'Oradou
Cet article possède un paronyme, voir Oradour.
Le château de l'Oradou est un ancien château situé dans le sud de la commune de Clermont-Ferrand dans le département du Puy-de-Dôme.
Démoli par l'Éducation Nationale en 1985 pour construire le collège de l'Oradou, renommé Lucie Aubrac en 2016, il ne subsiste qu'une ferme et une villa construites au XIXe siècle sur le mode italien, ainsi que le bâtiment du nymphée où des résurgences de la Tiretaine coulent à la vitesse de 20 litres par seconde.

## Histoire
Construit au début du XVIIe siècle par Gérard Champflour, conseiller à la Cour des aides de Clermont, le château avait été choisi par le marquis d’Effiat, maréchal de France, pour permettre au cardinal de Richelieu de s’y reposer quelques heures le 2 septembre 1629.
Esprit Fléchier décrit le château en 1665 dans ses Mémoires sur les Grands jours d'Auvergne :
« La situation en est la plus belle du monde (...) Une maison de campagne a un quart de lieue de Clermont qui doit être fort agréable en été à cause des eaux qui l’arrosent de toutes parts… La situation en est la plus belle du monde. (...) Il y a des grottes d’où viennent les eaux… on y trouve des bassins, des îles flottantes qui font autant de cabinets ou l’on fait toutes les parties de divertissement… des cascades… une volière et une grotte ou l’eau coule de tous les côtés par cent petits canaux de plomb et ou l’on voit une Diane dans une niche qui jette des filets d’eau et qui est toute couverte d’un voile liquide et coulant qui tombe sans interruption. »
En 1869, le château est vendu à Henri Lecoq, naturaliste dont le legs des collections a permis la création du Musée Lecoq de Clermont.

### Seconde Guerre mondiale
Acheté ensuite par une filiale de Michelin, la Société immobilière Chantoing, une partie du domaine est mis à la disposition des scouts de France comme terrain de sport.
Durant la Seconde Guerre mondiale, au cours d'un camp qui se déroule en septembre 1940 et où sont présents les responsables nationaux des Scouts de France, des Éclaireurs Unionistes, des Éclaireurs Israélites, des Éclaireurs de France, de la Fédération Française des Éclaireuses, et des Guides de France signe une charte, la Charte de l’Oradou, qui est la base du Scoutisme Français et de la Fédération qui est créée l’année suivante.
En 1943, la propriété fut réquisitionnée pour construire des baraquements destinés à un groupe mobile républicain puis à la 131e Compagnie républicaine de sécurité.

### Sources de l'Oradou
- Ste perso sur les fontaines de Clermont

### Charte de l'Ouradou
- Site scoutwiki
- Site Scouts de France